# Ormea
Ormea är en ort och kommun i provinsen Cuneo i regionen Piemonte i Italien. Kommunen hade 1 587 invånare (2018).